# غونغمن ملك غوريو
الملك غونغمن (ولد في 23 مايو 1330 ومات في 27 أكتوبر 1374، وحكم من 1351 إلى 1374) هو الابن الثاني للملك تشنغسك وملك سلالة غوريو في كوريا الواحد والثلاثين. بالإضافة إلى أسمائه الكورية فقد كان له اسم مغولي هو بايان تيمور (伯顔帖木兒).

## حياته

### نشأته
أصبحت غوريو محمية لسلالة يوان المغولية وذلك منذ الغزو المغولي لكوريا. ابتداء من عهد الملك تشنغريول تزوج الأشخاص المحتمل أن يصبحوا ملوكاً بأميرات مغوليات، وأرسلوا إلى بلاط يوان كرهائن في الأمر الواقع. وفقاً لهذا العرف فقد أمضى الملك غونغمن سنوات طويلة من حياته في بلاط يوان حيث أرسل إلى هناك في سنة 1341 قبل أن يصعد إلى العرش. تزوج غونغمن أيضاً من أميرة مغولية دعيت الملكة نوغك فيما بعد. بدأت سلطة سلالة يوان بالانهيار في منتصف القرن الرابع عشر وفي النهاية سقطت على يد خليفتها سلالة مينغ في سنة 1368.

### وفاته
في سنة 1374 قتل الملك على يد تشوي مان ساينغ (بالهانغل: 최만생) وأتباعه. أحد رجاله الصغار ويدعى هونغ رين (بالهانغل: 홍륜) كان له علاقة سرية مع إحدى محظيات الملك وهو ما أدى لغضبه الشديد. وقبل أن يقتله الملك غونغمن اتفق هونغ وتشوي على قتل الملك أثناء نومه.

### حياته الفنية
يعرف الملك غونغمن بمهاراته الفنية، وكان يشار إليه كواحد من أفضل فناني غوريو، بالإضاف إلى أنه كان معروفاً بأعماله الخطية. بعض من أعماله هي:
- «لوحة الصيد في جبال السماء» (بالهانغل: 천산대렵도 | بالهانجا: 天山大獵圖 | حرفياً: تشونسان دايريوب دو).
- «لوحة الخروفين» (بالهانغل: 이양도 | بالهانجا: 二羊圖 | حرفياً: إي يانغ دو).
- «لوحة الأميرة نوغك» (بالهانغل: 노국대장공주진 | بالهانجا: 魯國大長公主真 | حرفياً: نوغك دايجانغ غونغجو جن).
- «لوحة يوم جي شن» (بالهانغل: 염제신상 | بالهانجا: 廉悌臣象 | حرفياً: يوم جي شن سانغ).
- «لوحة سون هونغ ريانغ» (بالهانغل: 손홍량상 | بالهانجا: 孫洪亮象 | حرفياً: سون هونغ ريانغ سانغ).
- «لوحة بوذا يغادر الجبل» (بالهانغل: 석가출산상 | بالهانجا: 釋迦出山像 | حرفياً: سوكغا تشلسان سانغ).
- «لوحة قصر أبانغ» (بالهانغل: 아방궁도 | بالهانجا: 阿房宮圖 | حرفياً: أبانغ غنغ دو).
- «لوحة هيونرنغ» (بالهانغل: 현릉산수도 | بالهانجا: 玄陵山水圖 | حرفياً: هيونرنغ سانسو دو).
- «لوحة بودهيدهارما يعبر نهراً بجذع مكسور» (بالهانغل: 달마절로도강도 | بالهانجا: 達磨折蘆渡江圖 | حرفياً: دارما جولو دوغانغ دو).
- «لوحة سامانتابهادرا يركب على الفيل الأبيض» (بالهانغل: 동자보현육아백상도 | بالهانجا: 童子普賢六牙白象圖 | حرفياً: دونغجابوهيون يكابايك سانغ دو).

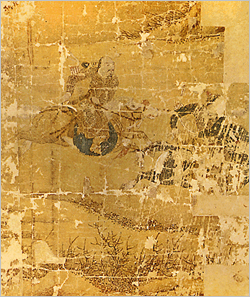
لوحة الصيد في جبال السماء
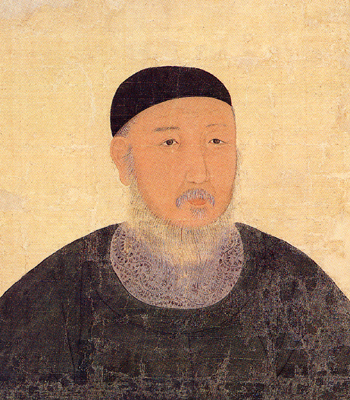
لوحة يوم جي شن

## الأسرة
- الجد الثاني: الملك تشنغريول (بالهانغل: 충렬왕 | بالهانجا: 忠烈王)، الملك الخامس والعشرون لغوريو.
  - الجد: الملك تشنغسون (بالهانغل: 충선왕 | بالهانجا: 忠宣王)، الملك السادس والعشرون لغوريو.
    - الأب: الملك تشنغسوك (بالهانغل: 충숙왕 | بالهانجا: 忠肅王)، الملك السابع والعشرون لغوريو.
    - الملكة الأم: الملكة غونغوون (بالهانغل: 공원왕후 | بالهانجا: 恭元王后) من عشيرة هونغ، ابنة هونغ غيو من عشيرة ناميانغ هونغ.
      - أخ: الملك تشنغهي (بالهانغل: 충혜왕 | بالهانجا: 忠惠王)، الملك الثامن والعشرون لغوريو.
        - ابن أخ: الملك تشنغموك (بالهانغل: 충목왕 | بالهانجا: 忠穆王)، الملك التاسع والعشرون لغوريو.
        - ابن أخ: الملك تشنغجونغ (بالهانغل: 충정왕 | بالهانجا: 忠定王)، الملك الثلاثون لغوريو.

### الزوجات والأبناء
- الملكة: الأميرة نوغك دايجانغ غونغجو (بالهانغل: 노국대장공주 | بالهانجا: 魯國大長公主)، أميرة مغولية تعود بنسبها إلى قوبلاي خان.
- عقيلة: إي هيبي (بالهانغل: 혜비 이씨 | بالهانجا: 惠妃李氏).
- عقيلة: هان إغبي (بالهانغل: 익비 한씨 | بالهانجا: 益妃韓氏).
- عقيلة: يوم شنبي (بالهانغل: 신비 염씨 | بالهانجا: 愼妃廉氏).
- عقيلة: آن جونغبي (بالهانغل: 정비 안씨 | بالهانجا: 定妃安氏).
- عقيلة: الملكة سنجونغ من عشيرة هان (بالهانغل: 순정왕후 한씨 | بالهانجا: 順靜王后 韓氏).
- عقيلة: بان يا (بالهانغل: 반야 | بالهانجا: 般若)، خادمة شن دون، وأنجبت:
  - ابن: الملك وو (بالهانغل: 우왕 | بالهانجا: 禑王)، ويعرف باسم مونينو (بالهانغل: 모니노 | بالهانجا: 牟尼奴).
    - حفيد: الملك تشانغ (بالهانغل: 창왕 | بالهانجا: 昌王).

## التصوير الحديث

### المسلسلات
- مسلسل التأسيس على قناة كي بي إس في سنة 1983، وقام بدوره الممثل: إم هيوك.
- مسلسل شن دون على قناة إم بي سي كوريا في سنة 2005 إلى سنة 2006، وقام بدوره الممثل: جونغ بو سوك.
- مسلسل الإيمان على قناة إس بي إس في سنة 2012 وقام بدوره الممثل: ريو دوك هوان.
- مسلسل الرائي العظيم على قناة إس بي إس في سنة 2012 إلى سنة 2013، وقام بدوره الممثل: ريو تاي جن.
- مسلسل جونغ دو جون على قناة كي بي إس في سنة 2014، وقام بدوره الممثل: كم ميونغ سو.

### الأفلام
- فلم زهرة متجمدة عرض في سنة 2008 وقام بدوره الممثل: تشو جن مو.